# Postzegels van de Onafhankelijke Congostaat
De postzegels van de Onafhankelijke Congostaat werden uitgegeven tussen 1886 en 1900 in de Onafhankelijke Congostaat, het Afrikaanse land dat bestond tussen 1885 en 1908 en privé-eigendom was van de Belgische koning Leopold II.

## De postdiensten in de Congostaat
Op 16 september 1885 ondertekende koning Leopold II in Oostende een decreet tot oprichting van de Postadministratie (Administration des postes). Dit decreet verscheen tevens in de Bulletin officiel de l'État indépendant du Congo. De volgende dag trad de Onafhankelijke Congostaat bovendien toe tot de Wereldpostunie. Op 18 september gaf administrateur-generaal Edmond Van Eetvelde het bevel om postkantoren op te richten in Banana, Boma en Vivi.
Vanaf 1886 verschenen de eerste postzegels van de Onafhankelijke Congostaat. De naam van het land werd reeds van in het begin vermeld op de postzegels, in het Frans: État indépendant du Congo. In de eerste uitgiftereeks (OBP 1 tot 5) wordt de landsnaam echter afgekort als État ind. du Congo. De laatste postzegel zou worden uitgebracht in 1900, enkele jaren voor de overname van de Congostaat door België en de oprichting van Belgisch-Congo op 15 november 1908.
De postzegels van de Congostaat werden niet in de Congostaat zelf gedrukt maar in de zegeldrukkerij van Mechelen, waar de Belgische postzegels sinds 1868 worden gedrukt. Ook Zaïre zou later postzegels laten drukken in Mechelen in plaats van in eigen land.

## Overzicht van de postzegels
De Officiële Belgische Postzegelcatalogus (OBP) geeft naast de Belgische postzegels ook de postzegels weer van haar ex-kolonies. Voor de Onafhankelijke Congostaat vermeldt de OBP in totaal 29 verschillende postzegels. Ziehier een overzicht:
| Jaar | Onderwerp                                | OBP | Afbeelding | Waarde    | Kleur      | Opmerking |
| ---- | ---------------------------------------- | --- | ---------- | --------- | ---------- | --- |
| 1886 | Beeltenis Leopold II (links profiel)     | 1   |            | 5 cent    | groen      | Bij ieder van deze uitgiften bestaan ook variëteiten.                                                                             |
| 1886 | Beeltenis Leopold II (links profiel)     | 2   |            | 10 cent   | rose       | Bij ieder van deze uitgiften bestaan ook variëteiten.                                                                             |
| 1886 | Beeltenis Leopold II (links profiel)     | 3   |            | 25 cent   | blauw      | Bij ieder van deze uitgiften bestaan ook variëteiten.                                                                             |
| 1886 | Beeltenis Leopold II (links profiel)     | 4   |            | 50 cent   | reseda     | Bij ieder van deze uitgiften bestaan ook variëteiten.                                                                             |
| 1886 | Beeltenis Leopold II (links profiel)     | 5   |            | 5 frank   | lila       | Bij ieder van deze uitgiften bestaan ook variëteiten.                                                                             |
| 1887 | Beeltenis Leopold II (drie kwart rechts) | 9   |            | 50 cent   | roodbruin  | Op deze zegel bestaat een variëteit.                                                                                              |
| 1887 | Beeltenis Leopold II (drie kwart rechts) | 11  |            | 5 frank   | violet     | |
| 1889 | Beeltenis Leopold II (drie kwart rechts) | 8   |            | 25 cent   | blauw      | |
| 1891 | Beeltenis Leopold II (drie kwart rechts) | 6   |            | 5 cent    | geelgroen  | Op deze zegels bestaat een variëteit.                                                                                             |
| 1891 | Beeltenis Leopold II (drie kwart rechts) | 7   |            | 10 cent   | rose       | Op deze zegels bestaat een variëteit.                                                                                             |
| 1891 | Beeltenis Leopold II (drie kwart rechts) | 13  |            | 10 frank  | geeloker   | Samen met OBP 29 de postzegel met de hoogste frankeerwaarde (10 frank).                                                           |
| 1892 | Beeltenis Leopold II (drie kwart rechts) | 12  |            | 5 frank   | grijs      | |
| 1894 | Beeltenis Leopold II (drie kwart rechts) | 10  |            | 50 cent   | grijs      | Op deze zegel bestaat een variëteit.                                                                                              |
| 1894 | Type Mols (landschappen e.a.)            | 14  |            | 5 cent    | blauw      | |
| 1894 | Type Mols (landschappen e.a.)            | 17  |            | 10 cent   | roodbruin  | |
| 1894 | Type Mols (landschappen e.a.)            | 21  |            | 25 cent   | oranje     | |
| 1894 | Type Mols (landschappen e.a.)            | 24  |            | 50 cent   | groen      | |
| 1894 | Type Mols (landschappen e.a.)            | 26  |            | 1 frank   | karmijn    | |
| 1894 | Type Mols (landschappen e.a.)            | 28  |            | 5 frank   | karmijn    | |
| 1895 | Type Mols (landschappen e.a.)            | 15  |            | 5 cent    | bruinrood  | |
| 1895 | Type Mols (landschappen e.a.)            | 18  |            | 10 cent   | blauw      | Van deze zegel verschenen exemplaren met een drukfout, gelijkaardig aan die van de Omgekeerde Dendermonde. Zie daarvoor: Galerij. |
| 1896 | Type Mols (landschappen e.a.)            | 20  |            | 15 cent   | oker       | |
| 1896 | Type Mols (landschappen e.a.)            | 23  |            | 40 cent   | blauwgroen | |
| 1898 | Type Mols (landschappen e.a.)            | 27  |            | 3,5 frank | vermiljoen | |
| 1898 | Type Mols (landschappen e.a.)            | 29  |            | 10 frank  | groen      | Samen met OBP 13 de postzegel met de hoogste frankeerwaarde (10 frank).                                                           |
| 1900 | Type Mols (landschappen e.a.)            | 16  |            | 5 cent    | groen      | |
| 1900 | Type Mols (landschappen e.a.)            | 19  |            | 10 cent   | karmijn    | |
| 1900 | Type Mols (landschappen e.a.)            | 22  |            | 25 cent   | blauw      | |
| 1900 | Type Mols (landschappen e.a.)            | 25  |            | 50 cent   | olijf      | |

## Galerij
De postzegel OPB 18 met een omgekeerd middenstuk is de postzegel van de Onafhankelijke Congostaat met de hoogste cataloguswaarde.

OPB 18 met een omgekeerd middenstuk
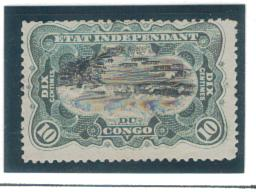
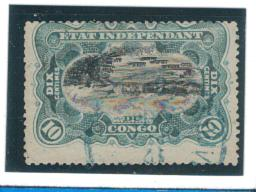

Postzegels van de Onafhankelijke Congostaat
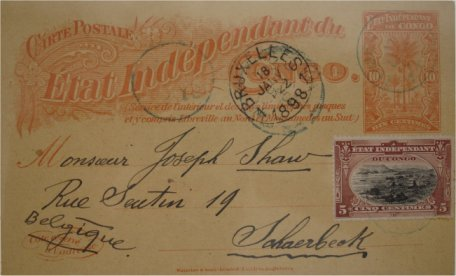
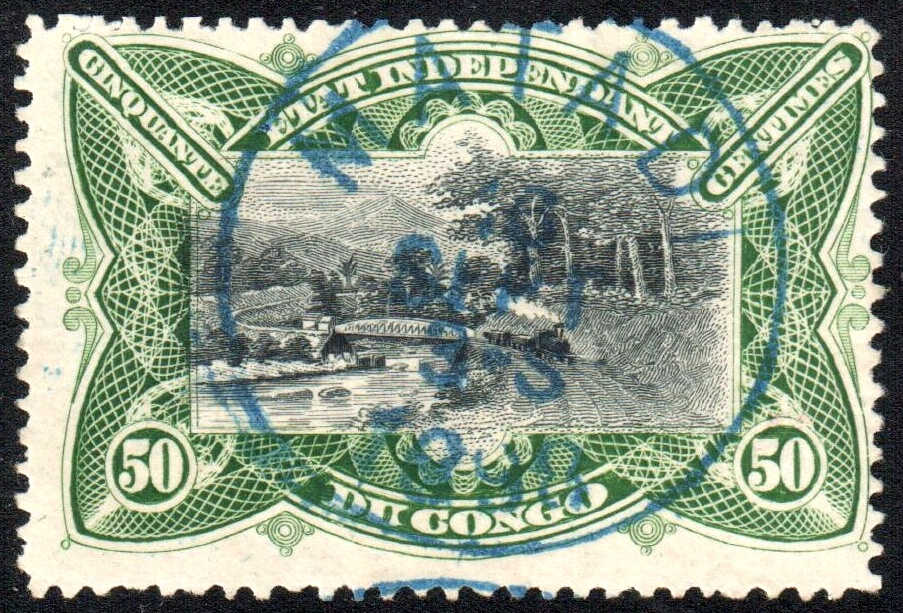